# Szerszuny (obwód smoleński)
Szerszuny (ros. Шершуны) – wieś (ros. деревня, trb. dieriewnia) w zachodniej Rosji, w osiedlu wiejskim Tałaszkinskoje rejonu smoleńskiego w obwodzie smoleńskim.

## Geografia
Miejscowość położona jest nad Sożem, 3,5 km od drogi federalnej R120 (Orzeł – Briańsk – Smoleńsk – Witebsk), 10 km od drogi regionalnej 66K-22 (Szczeczenki – Monastyrszczina), 16 km od drogi regionalnej 66N-20 (Smoleńsk – Krasnyj), 1 km od drogi regionalnej 66N-1808 (Tałaszkinskoje Sielpo – Upokoj), 3,5 km od drogi regionalnej 66N-1822 (Tałaszkino – Sielifonowo), 26 km od drogi magistralnej M1 «Białoruś», 4,5 km od centrum administracyjnego osiedla wiejskiego (Tałaszkino), 16,5 km od Smoleńska, 9,5 km od najbliższej stacji kolejowej (Tyczinino).
W granicach miejscowości znajduje się ulica Bolszaja Sadowaja.

## Demografia
W 2010 r. miejscowości nikt nie zamieszkiwał.

## Historia
W czasie II wojny światowej od lipca 1941 roku wieś była okupowana przez hitlerowców. Wyzwolenie nastąpiło we wrześniu 1943 roku.